# Humanics
Заповедник (святилище) и парк скульптур Humanics (англ. Humanics Sanctuary and Sculpture Park) — гуманистический заповедник и парк скульптур является достопримечательностью канадской столицы Оттава, посвящён продвижению принципов ненасилия, справедливости и мира во всем мире.
«Святилище и парк» — многокультурное, многоконфессиональное место, интегрированное с искусством и природой, для размышлений, посредничества, образования, молитвы. является одной из основных инициатив Гуманитарного института. Представляет собой частный ландшафтный парк, где расположены скульптуры, символизирующие культовые фигуры, ключевые события или абстрактные концепции, связанные с большинством религий, мифологий и этических учений мира. Парк является некоммерческой организацией и стоимость его посещения довольно низка.

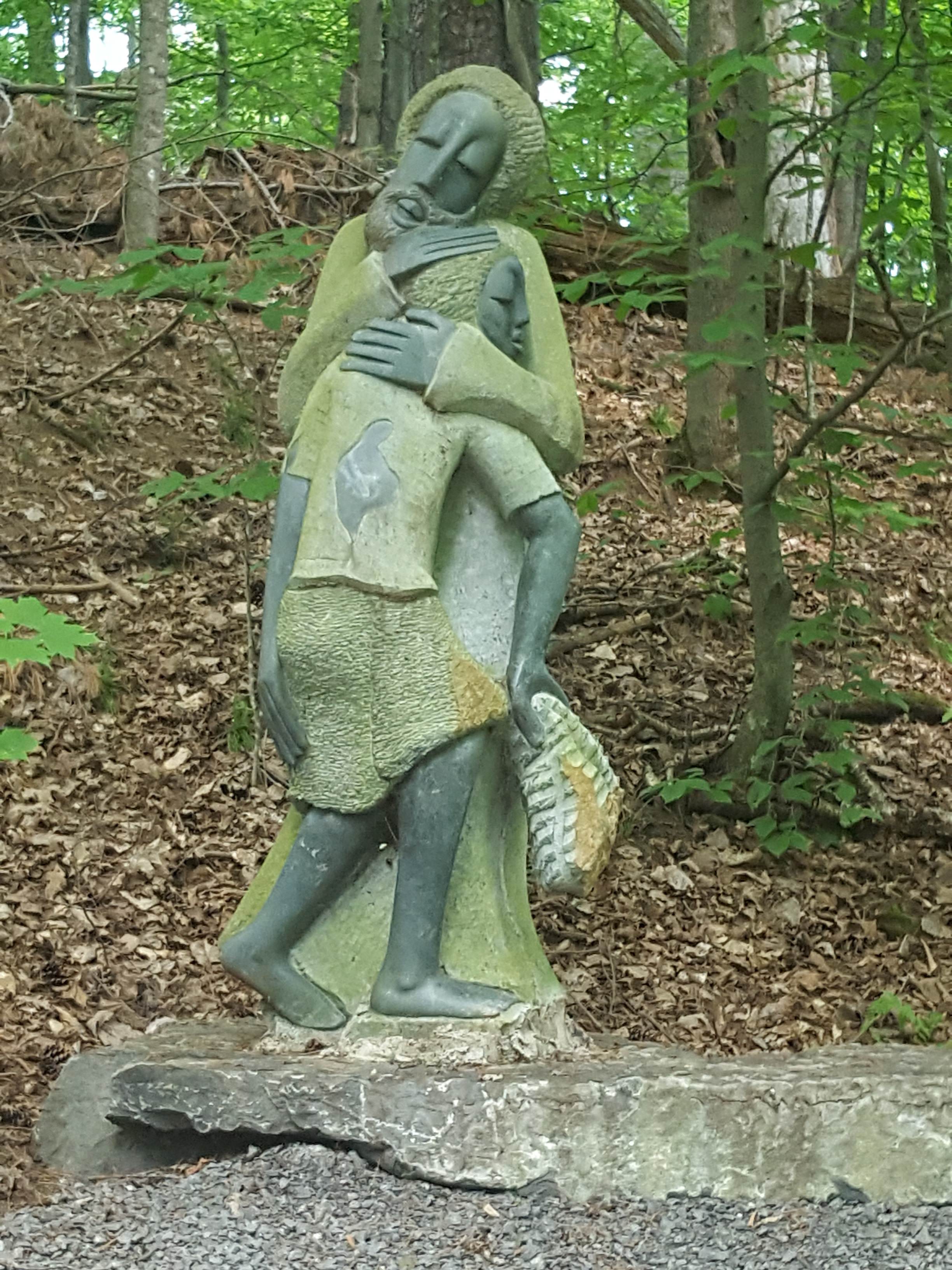
Возвращение блудного сына (участок «Христианство»)

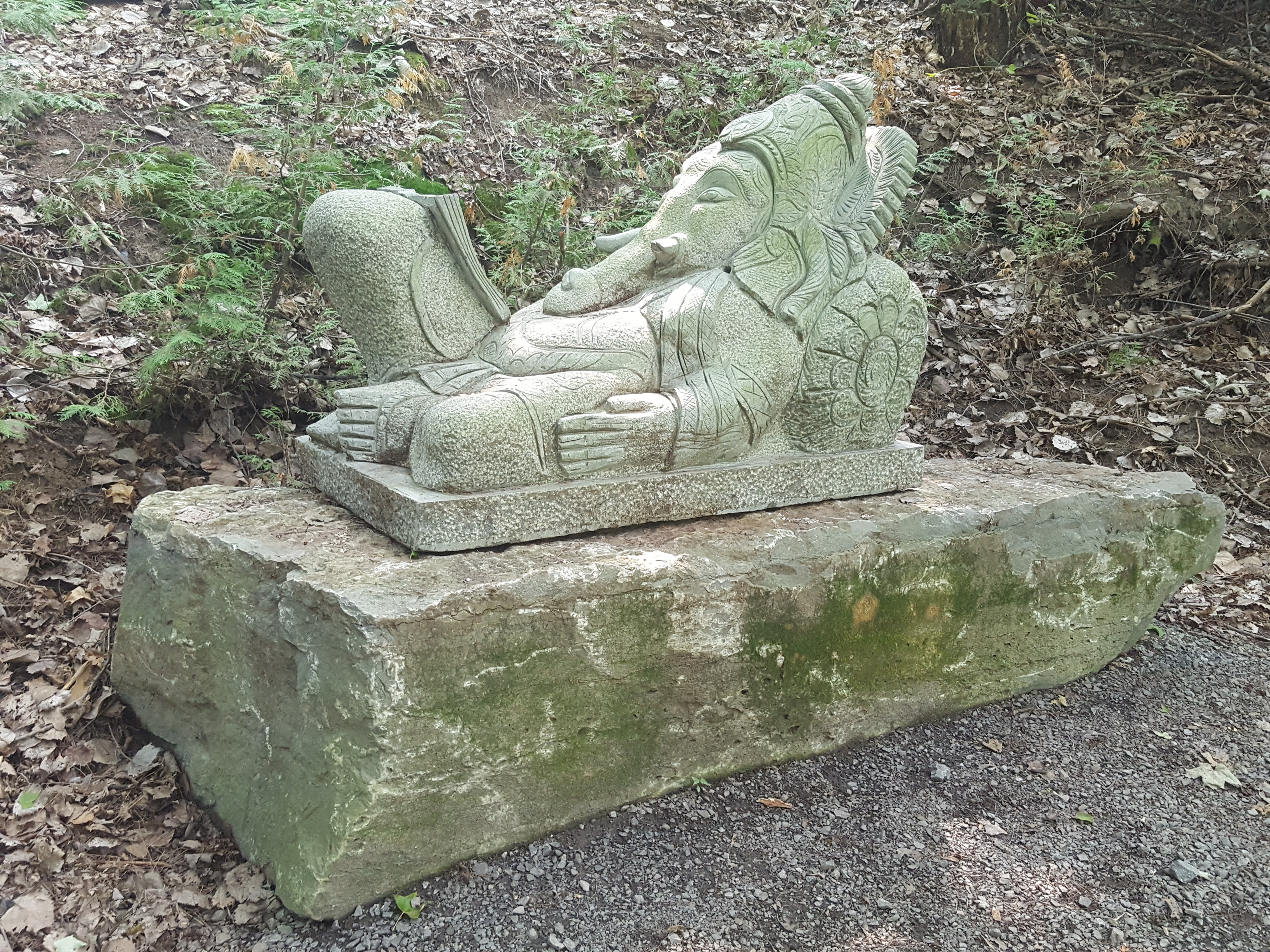
Ганеша, бог с головой слона и хоботом-лингамом (участок «Индуизм»)

## История
Парк основал в июле 2017 г. доктор Ранджит Перера на специально выкупленном для этой цели участке в муниципалитете Камберленд (восточный пригород г. Оттава, административно входящий в состав города) по адресу 3468 Old Montreal Road. При открытии присутствовал премьер-министр Джастин Трюдо, премьер-министр провинции Онтарио Кейтлин Винн, мэр Оттавы Джим Уотсон и другие почётные гости. С тех пор основатель парка на свои средства, а также сотрудники Гуманитарного института на пожертвования продолжают устанавливать в нём всё новые тематические скульптуры.
Святилище и парк — многокультурное, многоконфессиональное место, интегрированное с искусством и природой, для размышлений, посредничества, образования и молитвы. Парк является одной из основных инициатив Гуманитарного института, канадской светской некоммерческой организации, цель которой — повышение осведомлённости о трех основных ценностях:
- Единство Реальности;
- Все люди — ответственные существа, равные в своём достоинстве и правах.
- Существует внутренняя связь между людьми, природной и космической средой.

Эти ценности, продвигаемые Святилищем, являются общими ценностями, присущими всем людям, независимо от их расовой, этнической, культурной, религиозной или национальной принадлежности. Целью создателей парка является донесение до каждого человека мысли о том, что если каждый посетитель Святилища путём размышлений возле изображений и скульптур поймёт их ценность и значение, то он обретёт осознанное знание, которое впоследствии может стать коллективным и сможет оказать существенное влияние, способствуя взаимному уважению, состраданию и миру в душах людей, как в Канаде, так и за её пределами. По убеждениям организаторов, общность религиозных убеждений, духовности, расы, этнической принадлежности, культуры и национальности должны не разъединять, а объединять людей.
Парк посвящён продвижению принципов ненасилия, справедливости и мира во всем мире. Сотрудники Гуманитарного института предполагают продолжить работу над продвижением этого ви́дения через программы и проекты, направленные на понимание и оценку основных ценностей, присущих всем культурам и религиям мира: единству реальности; пониманию того, что люди являются ответственными существами, они все равны в уважении и достоинстве; неотъемлемыми являются также отношения между людьми, окружающей их природной и космической средой. Канадская организация, приветствуя разнообразие, стремится повысить осведомлённость людей о том, что они принципиально не отличаются друг от друга. Уважая право каждого на свободу совести и религии, организаторы парка представляют все основные религии мира, призывая людей быть непредубеждёнными, действовать в духе взаимного уважения и сострадания, чтобы попытаться понять, оценить других, учиться друг у друга, а также помочь в продвижении принципов ненасилия, справедливости и мира, укореняя мультикультурную идентичность.
Ачарья Ранджит Перера (англ. Ranjit Perera), президент Гуманитарного института и основатель парка, отмечает, что Святилище не пропагандирует какую-либо конкретную религию, и он надеется, что посетители смогут увидеть сходство между всеми конфессиями. «Даже если вы атеист, вы все равно можете верить, что мир един и думать, что все взаимосвязано», — говорит он.
Скульптуры, расположенные на природе, представляют собой темы о состоянии человека, философских концепциях и образах, представляющих различные религии со всего мира.
Пешеходные тропы и места для размышлений и медитации воплощают идею парка. Зоны, посвящённые основным мировым религиям, могут служить местом для торжеств, церемоний и религиозных служб. Каждая тропа имеет свою тему. Некоторые из них подчёркивают основные идеи парка — понятия «связь» или «единство реальности», в то время как другие посвящены конкретным религиям. Святилище и парк представляют собой территорию, состоящую из сложных троп, извилистого оврага, высоких клёнов и сосен, а также десятков ниш, террас и неожиданных мысов, где скульптуры — из камня, механических обломков, мусора и других материалов — напоминают, что человечество объединяют такие качества, как уважение, милосердие и любовь. В Humanics можно пройти уроки йоги и медитации, совершить экскурсии по парку и деревне.

## Скульптуры
Скульптуры парка — художественное представление богословских учений, отражающих в символической форме три основные ценности, продвигаемые святилищем. В настоящее время в парке существуют следующие участки:
- Area A Oneness of Reality (Единственность реальности)
- Area B Human Dignity and Respect (Человеческое достоинство и уважение)
- Area C Connectedness (Соединённость)
- Area D Buddhism (Буддизм)
- Area E Hinduism (Индуизм)
- Area F Christianity (Христианство)
- Area G Human Responsibility (Человеческая ответственность)
- Area H Confucianism (Конфуцианство)
- Area I Judaism (Иудаизм)
- Area J Aboriginal / Indigenous Spirituality (Духовность аборигенов: инуиты и другие коренные народы Канады и других регионов Американского континента)
- Area K Zoroastrianism (Зороастризм)
- Area L Taoism and Shintoism (Даосизм и синтоизм)
- Area M Jainism (Джайнизм)
- Area N Sikhism (Сикхизм)
- Area O Bahá’í Faith (Бахаизм)
- Area P Islam (Ислам)

Зона H, а также зоны K-P запланированы к открытию.
Часть скульптур заказана непосредственно у аборигенных мастеров (или в Африке) и перевезена в Канаду.
Каждый посетитель, в среднем, проводит в парке 1-1,5 часа.